# روبرتو كونتريرز
روبرتو كونتريرز (بالإنجليزية: Roberto Contreras)‏ هو ممثل أمريكي، ولد في 12 ديسمبر 1928 في سانت لويس في الولايات المتحدة، وتوفي في 18 يوليو 2000 في لوس أنجلوس في الولايات المتحدة.

## أعمال

### أفلام
- (1969) توباز
- (1983) الوجه ذو الندبة[4]

## وصلات خارجية
- روبرتو كونتريرز على موقع IMDb (الإنجليزية)
- روبرتو كونتريرز على موقع أول موفي (الإنجليزية)
- روبرتو كونتريرز على موقع قاعدة بيانات الأفلام السويدية (السويدية)
- روبرتو كونتريرز على موقع قاعدة بيانات الفيلم (الإنجليزية)